# Зайцев, Виктор Леонидович
Ви́ктор Леони́дович За́йцев (род. 6 июня 1966, Ташкент) — советский и узбекский легкоатлет, специалист по метанию копья. Выступал за сборные СССР, СНГ и Узбекистана по лёгкой атлетике в 1988—1993 годах, чемпион Игр доброй воли в Сиэтле, обладатель серебряной медали чемпионата Европы и бронзовой медали Азиатских игр, победитель и призёр первенств национального значения, участник летних Олимпийских игр в Барселоне. Представлял Ташкент. Мастер спорта СССР международного класса.

## Биография
Виктор Зайцев родился 6 июня 1966 года в Ташкенте, Узбекская ССР.
Заниматься лёгкой атлетикой начал в 1980 году, проходил подготовку под руководством заслуженного тренера Узбекской ССР Шамиля Мухамедовича Капкаева.
В 1986 году с результатом 75,20 метра выиграл Кубок СССР, выполнив норматив мастера спорта.
В сезоне 1988 года выиграл серебряную медаль на чемпионате СССР в Таллине, тогда как на соревнованиях в Алма-Атее впервые в карьере преодолел 80-метровый рубеж, метнул копьё на 81,94 метра — за это достижение удостоен почётного звания «Мастер спорта СССР международного класса».
В 1989 году одержал победу на зимнем чемпионате СССР в Адлере.
В 1990 году стал серебряным призёром на зимнем чемпионате СССР в Адлере и победил на летнем чемпионате СССР в Киеве. Попав в состав советской национальной сборной, выступил на нескольких крупных международных стартах: превзошёл всех соперников и завоевал золотую медаль на Играх доброй воли в Сиэтле, получил серебро на чемпионате Европы в Сплите, где уступил только британцу Стиву Бакли.
В 1991 году был вторым на зимнем чемпионате СССР в Адлере и на Кубке Европы во Франкфурте — во втором случае также выиграл мужской командный зачёт. Отметился выступлением на чемпионате мира в Токио.
В 1992 году с личным рекордом в 87,20 метра победил на чемпионате СНГ в Москве (ныне этот результат считается национальным рекордом Узбекистана), тем самым прошёл отбор в Объединённую команду, собранную из спортсменов бывших советских республик для участия в летних Олимпийских играх в Барселоне. На Играх метнул копьё на 79,12 метра и в финал не вышел.
После распада Советского Союза Зайцев выступал за Узбекистан. Так, в 1993 году представлял узбекскую национальную сборную на чемпионате мира в Штутгарте.
В 1994 году побывал на Азиатских играх в Хиросиме, откуда привёз награду бронзового достоинства, и на Играх доброй воли в Санкт-Петербурге, где стал шестым.
В 1995 году выиграл серебряную медаль на чемпионате Азии в Джакарте, выступил на чемпионате мира в Гётеборге.
По завершении спортивной карьеры в 1997 году переехал на постоянное жительство в Усолье-Сибирское, имел проблемы с алкоголем и с законом.
Его сын Иван Зайцев тоже стал достаточно известным копьеметателем, чемпион Азии, участник Олимпийских игр в Лондоне.